# Vikingeblod
Vikingeblod er en stumfilm fra 1907 produceret af Nordisk Films Kompagni og instrueret af Viggo Larsen.

## Handling
Filmen handler om to stridende vikingefamilier. Uenighederne løses ved giftemål mellem de to familier

## Medvirkende
- Robert Storm Petersen
- Viggo Larsen
- Gustav Lund
- Clara Nebelong